# Ding Jianjun
Ding Jianjun (chiń. 丁建军; pinyin Dīng Jiànjūn; ur. 6 października 1989) – chiński sztangista, dwukrotny medalista mistrzostw świata.

## Kariera
Największy sukces osiągnął w 2009 roku, kiedy podczas mistrzostw świata w Goyang zdobył złoty medal w wadze piórkowej (do 62 kg). W zawodach tych wyprzedził Im Yong-su z Korei Północnej oraz Bułgara Iwajło Filewa z wynikiem w dwuboju 316 kg (wygrał też rwanie, osiągając 146 kg). Na rozgrywanych pięć lat później mistrzostwach świata w Ałmaty zajął trzecie miejsce, ulegając tylko Kim Un-gukowi z Korei Północnej oraz Eko Yuli Irawanowi z Indonezji. Zdobył ponadto złoty medal na mistrzostwach Azji w Phuket w 2015 roku. Nigdy nie wystąpił na igrzyskach olimpijskich.

## Osiągnięcia
| Rok  | Zawody             | Miasto | Miejsce | Kategoria | Wynik  |
| ---- | ------------------ | ------ | ------- | --------- | ------ |
| 2009 | Mistrzostwa świata | Goyang | 1       | do 62 kg  | 316 kg |
| 2014 | Mistrzostwa świata | Ałmaty | 3       | do 62 kg  | 312 kg |